# André Ruffet
André Ruffet, né le 10 septembre 1929 à Saint-Donan, dans les Côtes-du-Nord et mort le 15 août 2011 à Ploufragan,, est un coureur cycliste français.
Il a été professionnel de 1950 à 1960 avec de nombreuses victoires à son palmarès dans des critériums bretons. Il participe deux fois au Tour de France mais doit à chaque fois abandonner.
Il remporte une étape de Paris-Nice en 1957.

## Palmarès
- 1948
  - 2e du championnat de Bretagne sur route

- 1949
  -  Champion de Bretagne sur route
  - Grand Prix Pierre Le Doaré
  - 2e du championnat de Bretagne de vitesse
  - 2e du championnat de Bretagne de poursuite

- 1950
  - 6e et 8e étapes du Tour de l'Ouest
  - 2eb étape du Tour de l'Oise
  - 2e du Grand Prix de Plouay

- 1951
  - 1re étape du Tour de l'Ouest

- 1954
  - 3e étape du Tour de Luxembourg
  - 2e étape du Tour du Calvados
  - 2e du Tour du Calvados

- 1955
  - Grand Prix de Rennes
  - Critérium de Saint-Georges-de-Chesné
  - 1re étape du Circuit du Morbihan
  - 3e du Circuit du Finistère

- 1956
  - 4e étape du Tour de Normandie
  - 3e des Boucles de la Seine

- 1957
  - 5e étape de Paris-Nice
  - 3e du Circuit de l'Armorique

- 1958
  - Circuit du Trégor
  - 2e du Grand Prix de Plouay
  - 2e de la Semaine bretonne

- 1959
  - 10e étape du Tour de Côte d'Ivoire
  - 2e du Tour de Côte d'Ivoire

- 1961
  - 3e de la Mi-août bretonne

- 1962
  - Grand Prix Pierre Le Doaré

## Résultats sur le Tour de France
2 participations
- 1951 : abandon (13e étape)
- 1954 : abandon (7e étape)